# Nikołaj Czebotariow

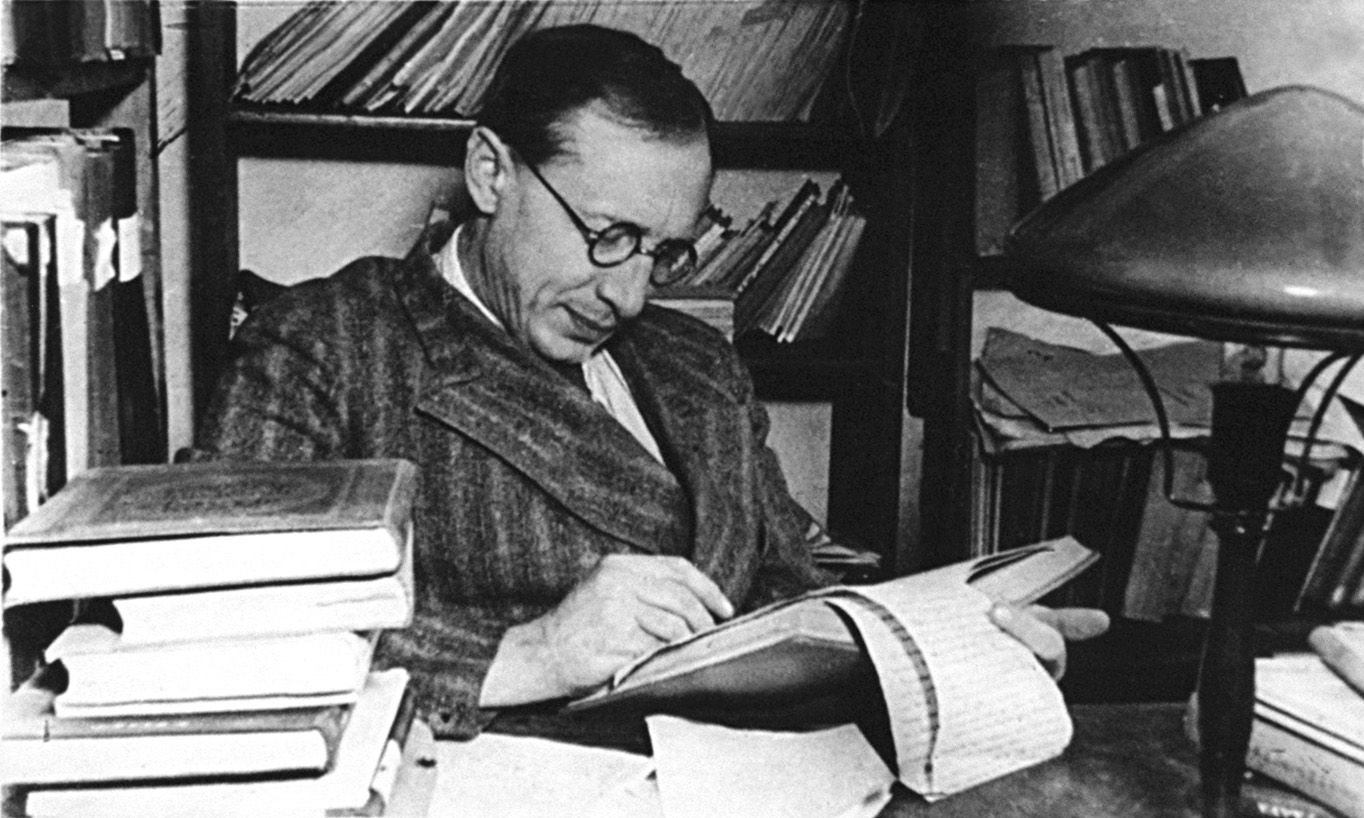
Nikołaj Czebotariow

Nikołaj Grigorjewicz Czebotariow, ros. Николай Григорьевич Чеботарёв' (ur. 3 czerwca?/15 czerwca 1894 w Kamieńcu Podolskim, zm. 2 lipca 1947 w Moskwie) – rosyjski matematyk. W latach 1928–1947 profesor Uniwersytetu w Kazaniu. Od 1929 członek Akademii Nauk ZSRR. Zajmował się algebrą i teorią liczb. W 1925 udowodnił twierdzenie o gęstości, mające podstawowe znaczenie dla teorii ciał algebraicznych, w 1935 podał nowe konstrukcje księżyców Hipokratesa – Sobranije soczinienij (tom 1–2 1949).